# Lionel Gautherie
Pas d'image ? Cliquez ici

a Compétitions nationales et continentales officielles uniquement.

Dernière mise à jour le 24 février 2012.
Lionel Gautherie, né le 5 juillet 1982, est un joueur de rugby à XV français qui évolue au poste d'ailier au sein de l'effectif du Pays d'Aix RC depuis 2009.